# Teddy Boy (chanson)
Pour les articles homonymes, voir Teddy Boy (homonymie).
Pistes inédites de Anthology 3
Step Inside Love/Los Paranoias Medley : Rip It Up / Shake, Rattle and Roll / Blue Suede Shoes
Pistes de McCartney
Momma Miss America Singalong Junk
Teddy Boy est une chanson de Paul McCartney parue sur son album McCartney en 1970. Comme toutes les autres chansons de l'album, elle est interprétée par Paul seul qui joue de tous les instruments. La chanson, assez simple, raconte l'histoire d'un garçon obéissant et proche de sa mère.

## Historique
Elle a été composée au cours du séjour des Beatles en Inde et McCartney a tenté de la faire répéter au cours des sessions de l'album Let It Be. La chanson n'a cependant pas véritablement été travaillée, ne plaisant pas à John Lennon en particulier, elle fut donc rejetée. Une version de démonstration de cette époque a été publiée en 1996 sur l'album Anthology 3. Cette démo enregistrée lors des séances « Get Back » avait été choisie par le producteur Glyn Johns pour sa première version de l'album du même nom qui est maintenant incluse dans le réédition Deluxe parue en octobre 2021. 